# Polifosforany
Polifosforany – (M'n+2PnO3n+1, gdzie M' = atom metalu) – polimery zbudowane z merów fosforanowych. Polimery te powstają na skutek spontanicznej lub wymuszonej kondensacji soli kwasu fosforowego i ich organicznych pochodnych polegającej na reakcji grup hydroksylowych z tzw. kwaśnymi atomami wodoru.
Ich ogólną budowę można przedstawić następująco:
M'-O-[P(OM')(O)-O]n-M'. (M' = atom metalu, zwykle sodu lub potasu)
Organiczne polifosforany stanowią jeden z podstawowych składników organizmów żywych. Wysoka energia wiązań fosforanowych oraz ich względna łatwość enzymatycznego rozrywania powoduje, że są one stosowane jako swoisty przenośnik energii. Przykładem takiego przenośnika jest ATP. Wiele nukleotydów to w istocie polifosforany.

## Przykłady polifosforanów

### DNA, ATP, ADP
Nić DNA jest zbudowana z deoksyrybozy połączonej wiązaniami fosforanowymi. Zasady azotowe, których sekwencje tworzą kod genetyczny są przyłączone do deoksyrybozy jako boczne grupy. 
ATP jest przykładem nukleotydu z przyłączonym fragmentem trifosforanowym. ATP uwalnia energię na skutek zerwania jednego wiązania fosforanowego i przekształcenie się w ADP oraz anion fosforanowy. 
ATP + H2O → ADP + [H2PO4]-

### Trifosforan sodu
Trifosforan sodu (Na5P3O10) był masowo stosowany jako tani środek wspomagający działanie detergentów w proszkach do prania poprzez zmniejszanie twardości wody. Po przedostaniu się do naturalnego obiegu wody w przyrodzie powoduje on jednak zaburzenia w funkcjonowaniu ich ekosystemów na skutek procesu zwanego eutrofizacją. Z tego powodu jego użycie jest stopniowo coraz bardziej ograniczane, przez wprowadzanie norm maksymalnego stężenia w proszkach.

### Polifosforany o wysokiej masie cząsteczkowej
Nieorganiczne polifosforany o wysokiej masie cząsteczkowej występują w niemal wszystkich organizmach żywych. Dość długo sądzono, że są one tylko ubocznym produktem metabolizmu, bez większego znaczenia dla funkcjonowania organizmów żywych. Obecnie wiadomo, że związki te pełnią szereg funkcji regulacyjnych, m.in. mają wpływ na transport jonów wapnia przez błony komórkowe, co ma istotny wpływ na funkcjonowanie mózgu i kości.
Nieorganiczne polifosforany i trifosforan sodu są dodawane do żywności. Znajdują się w przetworach mięsnych, proszku do pieczenia, serach topionych, zupach w proszku, wyrobach czekoladowych oraz w napojach. Na produktach są oznaczone E452. Polifosorany spełniają rolę stabilizatorów, emulgatorów a także wiążą wodę podczas procesów przetwórczych i przechowywania. Istnieją podejrzenia, że nadmiar polifosforanów w pożywieniu może mieć negatywny wpływ na ludzki organizm.